# William Weathers
William Weathers (Londra, 12 novembre 1814 – Isleworth, 4 marzo 1895) è stato un vescovo cattolico britannico.

## Biografia
Nato in una famiglia protestante di origine gallese, si convertì al cattolicesimo con la madre dopo la morte del padre: la sua educazione fu curata dai frati minori del convento di Baddesley.
Entrò nello stato ecclesiastico e fu ordinato prete nel 1838. Per oltre trent'anni fu al servizio del St. Edmund's College di Old Hall Green, presso cui si formò gran parte del clero britannico dopo la ricostituzione della gerarchia cattolica nel Regno Unito; ricoprì varie cariche nel College e ne fu rettore dal 1851 al 1868.
Proclamato Doctor Divinitatis nel 1845, nel 1851 fu nominato canonico del capitolo metropolitano di Westminster.
In qualità di teologo, nel 1868 fu chiamato a Roma per i lavori preparatori del Concilio Vaticano I e papa Pio IX gli conferì la dignità di prelato domestico.
Nel 1872 fu eletto vescovo titolare di Amicle e nominato ausiliare di Henry Edward Manning, arcivescovo di Westminster.
All'intensa attività pastorale affiancò gli studi scientifici e nel 1876 pubblicò, sotto lo pseudonimo di "Amyclanus", il volume An enquiry into the nature and results of electricity and magnetism.
Fu cappellano della comunità delle Suore di Nazareth di Isleworth, presso cui si spense.

## Genealogia episcopale e successione apostolica
La genealogia episcopale è:
- Cardinale Scipione Rebiba
- Cardinale Giulio Antonio Santori
- Cardinale Girolamo Bernerio, O.P.
- Arcivescovo Galeazzo Sanvitale
- Cardinale Ludovico Ludovisi
- Cardinale Luigi Caetani
- Cardinale Ulderico Carpegna
- Cardinale Paluzzo Paluzzi Altieri Degli Albertoni
- Cardinale Gaspare Carpegna
- Cardinale Fabrizio Paolucci
- Cardinale Francesco Barberini
- Cardinale Annibale Albani
- Cardinale Federico Marcello Lante Montefeltro della Rovere
- Vescovo Charles Walmesley, O.S.B.
- Vescovo William Gibson
- Vescovo John Douglass
- Vescovo William Poynter
- Vescovo Thomas Penswick
- Vescovo John Briggs
- Arcivescovo William Bernard Ullathorne, O.S.B.
- Cardinale Henry Edward Manning
- Vescovo William Weathers

La successione apostolica è:
- Vescovo John Baptist Butt (1885)